# Abd-al-Mannan (nom)
Abd-al-Mannan és un nom masculí teòfor àrab islàmic —en àrab عبد المنان, ʿAbd al-Mannān— que literalment significa «Servidor del Benefactor», essent «el Benefactor» un atribut de Déu. Si bé Abd-al-Mannan és la transcripció normativa en català del nom en àrab clàssic, també se'l pot trobar transcrit Abdul Mannan... normalment per influència de la pronunciació dialectal o seguint altres criteris de transliteració. Com a teòfor, també el duen musulmans no arabòfons que l'han adaptat a les característiques fòniques i gràfiques de la seva llengua.